# Gmina Sinjë
Gmina Sinjë (alb. Komuna Sinjë) – gmina położona w środkowej części Albanii. Administracyjnie należy do okręgu Berat w obwodzie Berat. W 2011 roku populacja gminy wynosiła 2513, 1584 kobiet oraz 1767 mężczyzn, z czego Albańczycy stanowili 88,40% mieszkańców.
W skład gminy wchodzi czternaście miejscowości: Galina, Kamçishti, Levani, Mbjeshova, Mbolani, Mbreshtani, Molishti, Osmënzeza 1, Osmënzeza 2, Paftali, Plashniku i Vogël, Sadovica, Sinja.